# 안남초등학교 (부산)
안남초등학교는 대한민국 부산광역시 동래구에 있는 공립 초등학교이다.

## 학교 연혁
- 1984년 3월 1일 : 개교 및 초대 채반석 교장 취임
- 1989년 3월 1일 : 제 2대 허구 교장 취임
- 1992년 3월 1일 : 제 3대 최오경 교장 취임
- 1995년 3월 1일 : 제 4대 강홍중 교장 취임
- 1998년 9월 1일 : 안민초등학교 분리
- 1999년 3월 1일 : 제 5대 최광석 교장 취임
- 2000년 3월 1일 : 시 교육청 지정 3대 기본 교육 운동 시범 학교 운영
- 2002년 9월 1일 : 제 6대 신우순 교장 취임
- 2003년 3월 1일 : 동래교육청 지정 교실 수업 개선 중심교육 운영
- 2005년 3월 1일 : 제 7대 진정태 교장 취임
- 2005년 12월 26일 : 보건급식 우수학교 표창
- 2006년 3월 1일 : 안진초등학교 분리
- 2006년 10월 26일 : 꿈누리관(강당) 개관
- 2008년 3월 1일 : 제 8대 윤영숙 교장 취임
- 2009년 6월 1일 : 종일돌봄교실 개설
- 2010년 3월 1일 : 제 9대 하대식 교장 취임
- 2013년 3월 1일 : 제 10대 김태자 교장 취임
- 2016년 3월 1일 : 제 11대 김영철 교장 취임
- 2019년 3월 1일 : 제 12대 허동길 교장 취임

## 시설 현황(2016년)
- 일반학급 40개
- 특수학급 1개
- 강당
- 급식(조리)실
- 운동장 및 놀이터
- 보건실
- 도서실
- 영어실 2개
- 과학실 2개
- 컴퓨터실
- 시청각실
- 행정실
- 창의실 및 교생지원실

## 참고 자료
- 안남초등학교 - 한국교육학술정보원 학교알리미